# 펜토
펜토(Pento, 본명: 박성규, 1985년 3월 13일 ~ )는 대한민국의 힙합 MC이다. 2008년 12월 23일에 정규 1집 앨범 'PENTOXIC'을 발매하며 데뷔하였고, 힙합플레이야가 선정하는 '2009년 1월'의 신인으로 발표되었다. 그리고 첫 번째 앨범으로 제 7회 한국대중음악상 힙합 부문에 노미네이트되었다. 그리고 2010년 7월 31일, 소울컴퍼니 부산콘서트에서 소울컴퍼니 새 멤버로 입단하였다. 2010년 9월, 정규 2집 앨범 'MICROSUIT'를 발표하였다. 2집 역시 제 8회 한국대중음악상 힙합 부문에 노미네이트되어 정규 앨범 두 장 모두 그리고 2년 연속으로 한국대중음악상 힙합 부문에 노미네이트되며 음악적 수준을 입증하였다.

## 음반
- 2008년 - 정규 1집 PENTOXIC
- 2009년 - 믹스테잎 PENTOMIC
- 2010년 - 정규 2집 MICROSUIT
- 2010년 - 디지털 싱글 You Never Know
- 2011년 -  싱글 High Times
- 2014년 - 디지털 싱글 겨울인데...
- 2014년 - 디지털 싱글 Pasta Hater
- 2015년 - 디지털 싱글 ADAM
- 2015년 - 정규 3집 Adam